# Elias Salin
Elias Salin, född 1664, död 2 juni 1718, var en svensk lagman.
Han blev 1716 lagman i Östergötlands lagsaga vilken tjänst han hade intill sin död 1718. .